# 鸟取短期大学
鸟取短期大学（日语：／ Tottori Tanki Daigaku *），简称鸟短，是一所位于日本鸟取县仓吉市的私立短期大学。

## 概要

### 简介
- 短期大学为于1971年开办[2][3]、由学校法人藤田学院经营[4]。为男女同校[5]从2001年[3]。

### 历史

#### 学科的历史
- 1971年 鸟取女子短期大学成立并同时设置三个学科、以下列举。
  - 英语科
  - 家政科
  - 幼儿教育科
- 1973年 三个学科改名为、以下列举[4]。
  - 英语科→英语学科
  - 幼儿教育科→幼儿教育学科
  - 家政科→家政学科。分离为两个专攻、以下列举。
    - 家政专攻
    - 食物营养专攻
- 1979年 家政专攻改名为生活科学专攻[4]。
- 1992年 两个学科改名为、以下列举[4]。 
  - 英语学科→英语英文学科[注 2]
  - 家政学科→生活学科
- 1994年 日本文化学科成立[注 2][4]。
- 2000年 日本文化学科和英语英文学科合并为国际文化交流学科。生活学科生活科学专攻改编为两个专攻、以下列举[4]。
  - 生活经济专攻
  - 住居·设计专攻
- 2001年 开始招収男学生。改校名为鸟取短期大学[4]。
- 2005年 生活学科生活经济专攻→信息·经营专攻[4]。
- 2006年 幼儿教育学科改名为幼儿教育保育学科[4]。

#### 专科的历史
- 1977年 三个专攻成立、以下列举[6]。
  - 英语专攻（停办于2002年）
  - 家政学专攻
  - 幼儿教育学专攻（招生到于1990年）
- 1991年 福祉专攻成立[6]。
- 1996年 日本文化专攻成立（招生到于2002年、停办于2004年）[6]。
- 1997年 家政学专攻改编为生活科学专攻[6]。
- 1998年 食物营养专攻成立[6]。
- 2002年 专科生活科学改编为住居・设计专攻[6]。
- 2003年 两个专攻成立、以下列举[6]。
  - 国际文化专攻
  - 经营信息专攻

### 宪章
- 请参看鸟取短期大学的标志（页面存档备份，存于） （日語） 2014年5月24日阅览。

## 学校环境
- 校区：在鸟取县仓吉市

## 历任校长
- 增谷达之辅：第一代短期大学校长[7]。
- 山田修平：现在短期大学校长[3]

## 组织

### 学科
- 国际文化交流学科
- 生活学科
  - 信息・经营专攻
  - 住宅・设计专攻[注 1]
  - 食物营养专攻
- 幼児教育保育学科

### 前学科
| - 英语英文学科 - 日本文化学科 |

### 专科
| - 国际文化专攻 - 经营信息专攻 - 食物营养专攻 - 住宅・设计专攻 - 福利专攻 |

### 前专科
| - 英语专攻 - 日本文化专攻 - 幼儿教育学专攻 |

### 业余课程
| - 没有 |

### 附属学校
- 幼儿园[8]

### 附属机关
| - 图书馆 - 地区交流中心 - 保育园 - 北东亚洲文化总合研究所 |

## 相关链接
- 日本短期大学列表